# Holzthum
Holzthum (Luxemburgs: Holztem) is een plaats in de gemeente Parc Hosingen en het kanton Clervaux in Luxemburg.

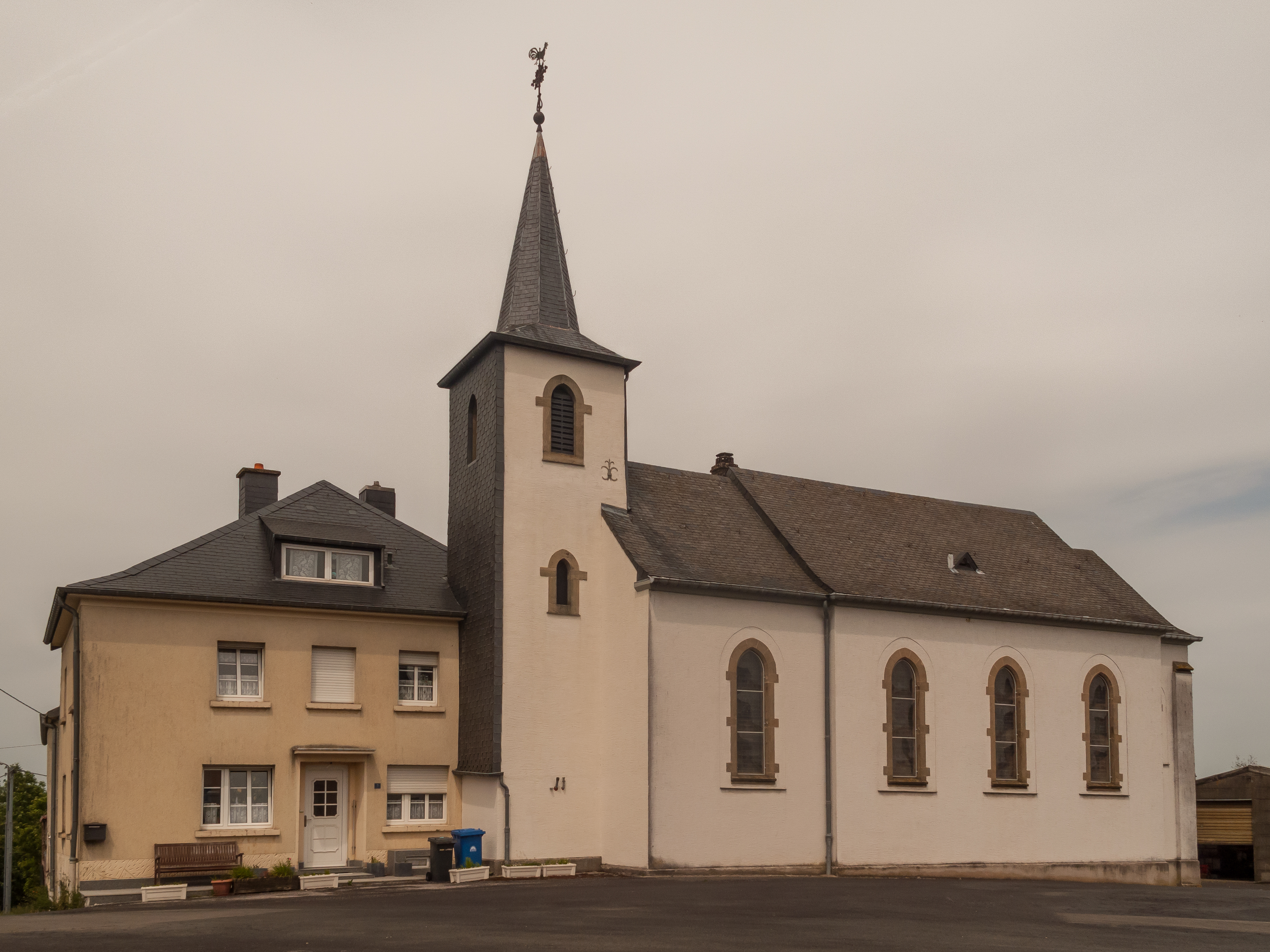
Holzthum, kerk: l'église Saint-Servais

Holzthum telt 134 inwoners (2001).